# Tetraogallus altaicus
El perdigallo altaico o tetraogallo de Altai (Tetraogallus altaicus, Gebler, 1836) es una especie de ave galliforme de la familia Phasianidae que vive en Asia.

## Distribución y hábitat
Se encuentra en los bosques del macizo de Altái y montes circundantes, distribuido por Kazajistán, Mongolia, el del sur Rusia y el norte de China.
La distribución del T. altaicus está completamente asociada con las regiones de alta montaña del sistema montañoso Altai-Sayan. Las preferencias biotópicas están relacionadas con la presencia de formaciones rocosas, pedregales, kurums y campos de nieve en las empinadas laderas de las crestas.